# Charles H. Bell
Charles H. Bell (New Hampshire, 1823. november 18. – Exeter, 1893. november 11.) az Amerikai Egyesült Államok szenátora (New Hampshire, 1879).